# Marina Salas
Marina Salas Rodríguez (Cornellá de Llobregat, Barcelona; 17 de octubre de 1988) es una actriz española de cine y televisión.

## Biografía
Marina Salas nació en Cornellá de Llobregat (Barcelona) el 17 de octubre de 1988. Hija de técnico de pintura de coches y funcionaria. En sus inicios, Marina Salas estudió en la escuela de Teatro Memory de Barcelona, en Nancy Tuñón y en La Barraca. Tomó clases con el actor inglés Will Keen y con Adán Black, fundador de 'Theatre for the people'.
Su primer papel en el cine fue a los 17 años con la película Sin ti (2006) dirigida por Ramón Masllorens en la que interpretó al personaje de Alba. En televisión intervino en dos series de la cadena autonómica de Cataluña (TV3): El cor de la ciutat (2005-2006) y Mar de fons (2006-2007). En 2006 formó parte del elenco de la obra Panorama desde el puente de Arthur Miller, dirigida por Rafel Duran en el Teatro Nacional de Cataluña.
También ha participado en otras series como Cuenta atrás y Desaparecida (2007), Mamá Carlota (2008) y El comisario (2008-2009). Pero la serie que la impulsó a fama fue Hay alguien ahí (2009-2010) de Cuatro, en donde interpretó el papel de Silvia Latiegui, la novia de Íñigo. Después de acabar la serie participó en el telefilme El pacto (2010) de Telecinco, y tuvo apariciones esporádicas en las series Las chicas de oro (2010), Ángel o demonio y Hospital Central (2011). Durante la temporada 2011-2013 trabajó como integrante del reparto principal de la serie de Antena 3, El barco, en la que interpretó a Vilma Llorente.
En el cine participó en películas como Lope (2010) y The Pelayos (2012), además de en las exitosas Tres metros sobre el cielo (2010) y su secuela, Tengo ganas de ti (2012).
En 2012 Marina comenzó su incursión en el teatro con las obras Luces de bohemia y Los hijos se han dormido. En 2013 Marina participó en el cortometraje Cuernos y en los exitosos cortometrajes Sexo explícito (2012) junto al actor Javier Pereira y El casco de Júpiter. También tuvo un papel protagonista en el cortometraje Regaliz (2014).
En 2014 participó en las películas Por un puñado de besos, El cafè de la Marina, Sonata para violonchelo producida por TVE, y La mano invisible. También ese año formó parte del reparto recurrente de la primera temporada de la serie Los nuestros para la cadena Telecinco junto a actores como Blanca Suárez y Antonio Velázquez. De nuevo, se reencontró con el teatro con las obras Como si pasara un tren y Fausto de Tomaž Pandur.
Desde septiembre de 2015 y hasta enero de 2016 participó en la serie Carlos, rey emperador de Televisión Española junto a actores como Blanca Suárez o Álvaro Cervantes, en el papel de Leonor de Austria. También participó en las serie coral de TV3 Cites interpretando a Gina.
En 2017 protagonizó el capítulo In the wall de la serie de cortometrajes Indetectables. También en 2017 empieza una gira por teatros de toda España con la obra Espía a una mujer que se mata, una versión de Tío Vania del escritor ruso Anton Chéjov. Ese mismo año se estrena como una de las protagonistas de la serie La zona, producida por el canal Movistar+.
En 2018 protagonizó la película documental El pacto de los estudiantes, de Juan Miguel del Castillo. Ese año se anuncia que Salas se incorpora al reparto de la serie de thriller de Netflix Hache, que protagonizan Adriana Ugarte y Javier Rey, y que fue estrenada en 2019.

## Trayectoria
| Año  | Título                      | Personaje         | Notas               |
| ---- | --------------------------- | ----------------- | ------------------- |
| 2006 | Sin ti                      | Alba              |                     |
| 2010 | El pacto                    | Rebeca Luengo     | Cortometraje        |
| 2010 | Lope                        | Dama Soneto       |                     |
| 2010 | Tres metros sobre el cielo  | Katina Herreruela |                     |
| 2012 | The Pelayos                 | Vanessa           |                     |
| 2012 | Tengo ganas de ti           | Katina Herreruela |                     |
| 2014 | El casco de Júpiter         | Charlotte         | Cortometraje        |
| 2014 | Por un puñado de besos      | Gloria            |                     |
| 2015 | Sonata para violonchelo     | Carla             |                     |
| 2018 | Ibiza                       | Nina              |                     |
| 2018 | El pacto de los estudiantes | Silvia            | Película documental |
| 2021 | El Cover                    | Sandra            |                     |
| 2023 | Saben aquell                | Mari Carmen       |                     |
| 2024 | Miocardio                   | Ana               |                     |
| 2025 | También esto pasará         | Blanca            |                     |
| 2025 | Esmorza amb mi              | Carlota           |                     |

| Año       | Título                | Personaje                | Notas                                |
| --------- | --------------------- | ------------------------ | ------------------------------------ |
| 2005–2006 | El cor de la ciutat   | Laia                     | Elenco secundario; 50 episodios      |
| 2006–2007 | Mar de fons           | Laura Fuster             | Elenco principal; 40 episodios       |
| 2007      | Cuenta atrás          | Ruth                     | Episodio: «Mercado Puerta de Toledo» |
| 2007–2008 | Desaparecida          | Cristina Marcos          | Elenco principal; 13 episodios       |
| 2008–2009 | El comisario          | Natalia Salmerón Barrios | 2 episodios                          |
| 2009–2010 | Hay alguien ahí       | Silvia Latiegui          | Elenco principal; 26 episodios       |
| 2010      | El pacto              | Rebeca Luengo            | Protagonista (miniserie)             |
| 2010      | El blog de Greta      | Viv                      | Elenco principal (miniserie)         |
| 2010      | Las chicas de oro     | Leo                      | Episodio: «Fácil y agradable»        |
| 2011      | Ángel o demonio       | Lucía                    | Episodio: «El demonio de los celos»  |
| 2011      | Hospital Central      | Alma Rivero              | 2 episodios                          |
| 2011–2013 | El barco              | Vilma Llorente           | Elenco principal; 43 episodios       |
| 2015      | Los nuestros          | Desi Sánchez Rodríguez   | Elenco principal (miniserie)         |
| 2015–2016 | Carlos, Rey Emperador | Leonor de Austria        | Elenco principal; 17 episodios       |
| 2016      | Cites                 | Gina                     | Elenco principal (temporada 1)       |
| 2017      | La zona               | Esther Uría Carcedo      | Elenco principal; 8 episodios        |
| 2019–2021 | Hache                 | Silvia Velasco           | Elenco principal; 14 episodios       |
| 2024      | Yo, adicto            | Lola                     | 3 episodios                          |

| Año       | Título                        | Personaje         | Dirección            |
| --------- | ----------------------------- | ----------------- | -------------------- |
| 2012      | Luces de bohemia              | Varios personajes | Lluís Homar          |
| 2012      | Los hijos se han dormido      | Nina Sarechnaia   | Daniel Veronese      |
| 2014–2015 | Como si pasara un tren        | Valeria           | Adriana Roffi        |
| 2014–2015 | Fausto                        | Margarita         | Tomaž Pandur         |
| 2016      | Panorama desde el puente      | Nina              | Rafael Durán Domenge |
| 2017      | Espía a una mujer que se mata | Sonia             | Daniel Veronese      |
| 2021      | Siempreviva                   | Lia               | Salva Bolta          |
| 2021      | La casa de Bernarda Alba      | Adela             | José Carlos Plaza    |
| 2021      | La infamia                    | Lydia             | José Martret         |
| 2022      | Los farsantes                 | Ana Velasco       | Pablo Remón          |
| 2024      | Vania x Vania                 | Sonia             | Pablo Remón          |

| Año  | Título  | Artista        |
| ---- | ------- | -------------- |
| 2019 | «Watif» | Ara Malikian   |
| 2022 | «Iba»   | Alejandro Sanz |

## Premios y reconocimientos
TP de Oro
| Año  | Categoría               | Trabajo                  | Resultado |
| ---- | ----------------------- | ------------------------ | --------- |
| 2009 | Mejor actriz revelación | Silvia (Hay alguien ahí) | Nominada  |

La Boca Erótica
| Año  | Categoría                  | Trabajo                     | Resultado |
| ---- | -------------------------- | --------------------------- | --------- |
| 2013 | Palmarés mejor actriz 2013 | Cortometraje Sexo Explícito | Ganadora  |

Versión española/AISGE
| Año  | Categoría                     | Trabajo                     | Resultado |
| ---- | ----------------------------- | --------------------------- | --------- |
| 2014 | Mejor interpretación femenina | Cortometraje Sexo Explícito | Ganadora  |

Festival tomacine 
| Año  | Categoría          | Trabajo             | Resultado |
| ---- | ------------------ | ------------------- | --------- |
| 2014 | Mejor cortometraje | El casco de Júpiter | Ganador   |

#### Premios Max de las Artes Escénicas
| Año  | Categoría    | Trabajo    | Resultado                           |
| ---- | ------------ | ---------- | ----------------------------------- |
| 2023 | Mejor actriz | La infamia | Ganadora (ex aequo con Marta Nieto) |

## Otros reconocimientos
Por su personaje en el corto Madreselva, de Nata Moreno, obtuvo los premios a mejor actriz en la XXXV edición del Festival de Cine de Alfaz del Pi y en la XX edición del Festival de Cine de Comedia de Tarazona y el Moncayo "Paco Martínez Soria".
En 2023 recibió el Premio a la mejor actriz profesional por parte de la Amigos del Teatro de Valladolid, por el reconocimiento a su papel en la obra La infamia.
En 2024, ganó el Premio Mejor Actriz de Reparto, por Yo, adicto (Disney+), en la primera edición de los Premios InStyle en Serie, concedidos por la edición española de la revista de moda InStyle, de RBA. 
En 2025, también por Yo, adicto, ganó el premio a Mejor actriz secundaria de televisión en los  Premios Union  de Actores y actrices